# Bernhard I (hrabia Ratzeburga)
Bernhard I (zm. 1195) – hrabia Ratzeburga, syn Henryka z Badewide. Przejął władzę po śmierci tego ostatniego w 1164 roku i kontynuował jego politykę osiedlania osadników niemieckich na byłych ziemiach słowiańskich Połabian. Jeszcze przed rokiem 1162 poślubił córkę Racibora I Małgorzatę ze Sławna, z którą miał trójkę dzieci: Wolrada (zm. ok. 1180), Henryka (zm. 1190) oraz Bernharda II (zm. 1198).